# ES Cormelles
Die Entente Sportive Cormelles ist ein Fußballverein aus der Gemeinde Cormelles-le-Royal in der französischen Region Normandie. Der Klub hat ausschließlich durch seine Fußballerinnen überregionale Bedeutung erlangt, die mehr als anderthalb Jahrzehnte lang in der zweiten und ersten Liga des Landes vertreten waren.

## Geschichte
Der Verein wurde 1957 gegründet und 1992 um eine Frauenfußballabteilung erweitert. Deren Ligaelf stieg bald darauf in die zweithöchste Spielklasse auf (siehe hierunter). Ihre größten regionalen Rivalinnen, die Spielerinnen des ebenfalls im Département Calvados beheimateten FCF Condé-sur-Noireau, konnte die ES Cormelles in den folgenden zwei Jahrzehnten nur kurzzeitig hinter sich lassen. 2012 schlug der Profiklub Stade Malherbe aus der unmittelbar angrenzenden Stadt Caen der ESC eine Fusion beziehungsweise einen Übertritt von deren Frauenabteilung vor. Während Teile der Mitgliedschaft dem Angebot positiv gegenüberstanden, sprach sich Cormelles' Gemeinderat dagegen aus, und die Frauen blieben bei ihrem Klub.
Die Farben des Vereins sind Rot und Grün, die traditionelle Spielkluft ist allerdings Schwarz und Rot. Der Klub verfügt seit Jahren über eine vom Landesverband FFF zertifizierte Fußballschule zur Ausbildung von Kindern und Jugendlichen. Die Ligaelf bestreitet ihre Heimspiele im Stade municipal von Cormelles-le-Royal, das rund 1.800 Zuschauern Platz bietet.

## Ligazugehörigkeit und Erfolge
Die Frauenmannschaft stieg bald nach der Abteilungsgründung in die zweite Frauenliga auf, die seinerzeit noch Championnat National 1 B hieß und in drei regionale Gruppen aufgeteilt war. Im Sommer 2000 qualifizierte sie sich für die Teilnahme an der höchsten Spielklasse. Dort gewann die ESC in der Saison 2000/01 zwar rund ein Drittel ihrer Begegnungen, aber insgesamt reichte es nur zum drittletzten Tabellenplatz, der gleichbedeutend mit dem sofortigen Wiederabstieg war. Bis 2014 gehörten die Frauen des Vereins wieder der zweiten Division an, unterbrochen von drei Jahren in der Drittklassigkeit (2006/07 und 2008–2010). In der Saison 2013/14 standen sie allerdings bereits vor dem letzten Spieltag als Absteiger fest und traten zu ihrer letzten Begegnung bei CBOSL Angers gar nicht mehr an. 2014/15 sind sie nur mehr in der vierten Liga, der regionalen Promotion d’Honneur, vertreten.
Im erst 2001 eingeführten Landespokalwettbewerb erreichten die Frauen der ES Cormelles bis einschließlich 2015 bei fünf Ausspielungen die landesweite Hauptrunde, erstmals 2002/03 und zuletzt 2012/13. Dabei kamen sie aber keinmal über das Sechzehntelfinale hinaus. 

## Bekannte ehemalige Spielerinnen
- Corinne Lagache (1992–1997)
- Corinne Lebailly (2000/01)
- Séverine Lecouflé (1998/99)
- Julie Morel (1999–2004)
- Dominique Provost (2000–2006)